# Carmen Sánchez de Bustamante Calvo
Carmen Sánchez de Bustamante Calvo fue una mujer boliviana defensora de los derechos de la mujer y la primera mujer boliviana en ser parte de la Comisión Interamericana de Mujeres de la Organización de los Estados Americanos. Ella también estuvo en el comité de organización de la Liga Internacional de las Mujeres para la Paz y la Libertad para el Primer Congreso Interamericano de Mujeres. La Fundación Carmen Sánchez Bustamante, una organización Boliviana de derechos de la mujer, fue nombrada en reconocimiento de su trabajo para la promoción de los derechos de las mujeres. Fue la madre de Gonzalo Sánchez de Lozada quien sería Presidente de Bolivia durante los años de 1993 a 1997 y en 2003.

## Biografía
Carmen Sánchez de Bustamante Calvo nació en 1891 en La Paz, Bolivia; sus padres fueron Daniel Sánchez de Bustamante Vásquez-Bru y Cármen Calvo Molina.
En 1929, Sánchez de Bustamante se casó con Enrique Sánchez de Lozada Irigoyen y tuvo su primer hijo, Gonzalo Sánchez de Lozada y Sánchez de Bustamante en Bolivia en 1930, antes de que su marido aceptara un puesto diplomático en Washington D. C. En 1931 llegó para aceptar el puesto de Primer Secretario y encargado de negocios, la familia vivió en Washington hasta 1936. En 1937, la familia se mudó a Massachusetts, donde Sánchez de Lozada aceptó un puesto como profesora de lenguas románicas en la Universidad de Williams en Williamstown en el que trabajó hasta 1941. Luego la familia regresó a Washington, donde, durante la guerra, Sánchez de Lozada fue asesora de Nelson Rockefeller, quién era el Coordinador de Asuntos Interamericanos y fue nombrado como "agente confidencial especial" del régimen de Gualberto Villarroel después del golpe de Estado en 1943.
En la década de 1940 Sánchez de Bustamante fue seleccionada como la primera representante de Bolivia en la Comisión Interamericana de Mujeres (CIM) de la Organización de Estados Americanos. Todavía era representante en 1947, el mismo año participó en el comité de organización de la liga Internacional de las Mujeres para Paz y Libertad (WILPF) y su propuesta para el Primer Congreso Interamericano de Mujeres que ocurrió en la Ciudad de Guatemala, Guatemala. En el cierre de la conferencia, Carmen fue reconocida, como una de las mujeres de alta categoría, entre las mujeres de la conferencia. Después de la conferencia, Heloise Brainerd, Sánchez de Bustamante, y Annalee Stewart trabajaron para organizar una segunda conferencia, pero no tuvieron éxito por la necesidad de reorganizar, así como la falta de cooperación del patrocinador guatemalteco del acontecimiento.
Fue honrada en 1988 en el 60.º aniversario del CIM por su trabajo para los derechos de las mujeres en las Américas. La Fundación Carmen Sánchez Bustamante (también conocida como la Fundación Carmen) fue nombrada en su honor y fue diseñada para "promover equidad e inclusión social" en Bolivia.